# Mascezel
Mascezel (también designado como Mascizel o Masceldelus) fue un líder mauro que participó en varios conflictos ocurridos en la diócesis romana de África durante las últimas décadas del siglo IV.

## Familia
Era uno de los hijos de Nubal, un líder mauro cristiano del territorio de los Iubaleni. Se le conocen varios hermanos: Firmo, Sammac, Gildo, Mazuca y Dío. Al igual que su padre, Mascezel fue un cristiano devoto.

## Participación en la rebelión de Firmo
Su hermano Firmo se rebeló contra el poder romano en África en el año 372. Mascezel se unió a su rebelión y junto a Dío, otro de los hermanos, comandó a las gentes Tyndensium et Masinissensium. El emperador Valentiniano I envío a Teodosio el Viejo al mando de 3500 hombres para sofocar la rebelión. En el año 374, Mascezel y Dío se enfrentaron en batalla contra el general romano y sufrieron una derrota. La rebelión fue finalmente sofocada en el año 375 debido a la perseverancia del general romano con la persecución de Firmo quien, una vez hecho prisionero, se suicidó. A pesar de haber luchado en el bando rebelde, Mascezel tuvo que llegar a algún tipo de acuerdo con Teodosio y consiguió ser perdonado.

## Lucha contra su hermano Gildo
Mascezel es conocido, principalmente, por la rebelión protagonizada en los años 397 y 398 por Gildo, otro de sus hermanos. Este había ascendido, con los años, a comes Africae y tras la muerte de Teodosio quiso crear un reino independiente en África aprovechando la discordia que existía entre las cortes occidental y oriental del Imperio.
Las relaciones entre Gildo y Mascezel se habían deteriorado mucho debido a que el primero veía al segundo como un potencial competidor. La situación llegó a tal extremo que  Mascezel tuvo que huir en el 397 para refugiarse en la corte de Milán. Estando allí, tuvo conocimiento que sus dos hijos habían sido asesinados por orden de su hermano.
Estilicón, que había regresado de luchar contra los godos en Grecia, organizó un ejército de 10 000 hombres para recuperar el control de la provincia. Para comandarlo eligió a Mascezel y este partió en el 398 del puerto de Pisa con las tropas en medio de una tormenta. La expedición navegó por la costa oriental de Cerdeña y arribó en Cáller (Cagliari) donde se preparó para continuar hasta África. Mientras tanto, Gildo organizó un numeroso ejército, las fuentes clásicas hablan de 70 000 efectivos, para enfrentarlo. Este, estaba compuesto por las tropas romanas estacionadas en la provincia y por tribus africanas procedentes de más allá de los límites imperiales.
Ya en África, Mascezel actuó con habilidad y consiguió sobornar a algunos jefes tribales que apoyaban a Gildo y esto, unido a que el rebelde era un líder impopular entre los soldados romanos, hizo que pronto la rebelión se viniese abajo sin ser necesario un enfrentamiento entre los ejércitos. Gildo intentó huir por mar hacia el Imperio de Oriente pero los vientos le llevaron de vuelta a la bahía de Tabarka. Allí fue apresado por los habitantes y encerrado en una mazmorra donde, al poco, se suicidó.

## Muerte
Mascezel regresó a la corte de Milán donde fue recibido con honores y con perspectivas de una promoción para un alto cargo en el ejército. Se estima que Estilicón, celoso con el éxito del africano, lo comenzó a ver como un posible rival. Murió al caer de su caballo a un río mientras lo cruzaba por un puente junto al general romano. No se sabe si accidentalmente o empujado por uno de los guardaespaldas siguiendo una orden de Estilicón.